# Glenoleon mulesi
Glenoleon mulesi is een insect uit de familie van de mierenleeuwen (Myrmeleontidae), die tot de orde netvleugeligen (Neuroptera) behoort. 
Glenoleon mulesi is voor het eerst wetenschappelijk beschreven door New in 1985.